# Megasema sigma
Megasema sigma là một loài bướm đêm trong họ Noctuidae.